# Sidney Thomas
Sidney Gilchrist Thomas (16 de abril de 1850 - 1 de febrero de 1885) fue un inventor británico de ascendencia galesa, conocido por su papel en la industria del hierro y del acero. Ideó el convertidor Thomas (modificación del convertidor Bessemer), un procedimiento siderúrgico que permitió obtener aceros de calidad del mineral de hierro rico en fósforo.

## Semblanza

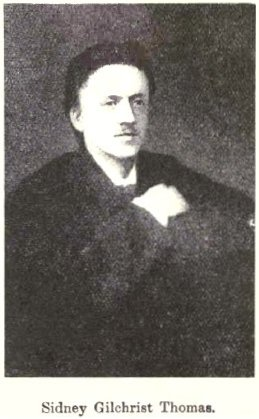
Retrato de Thomas

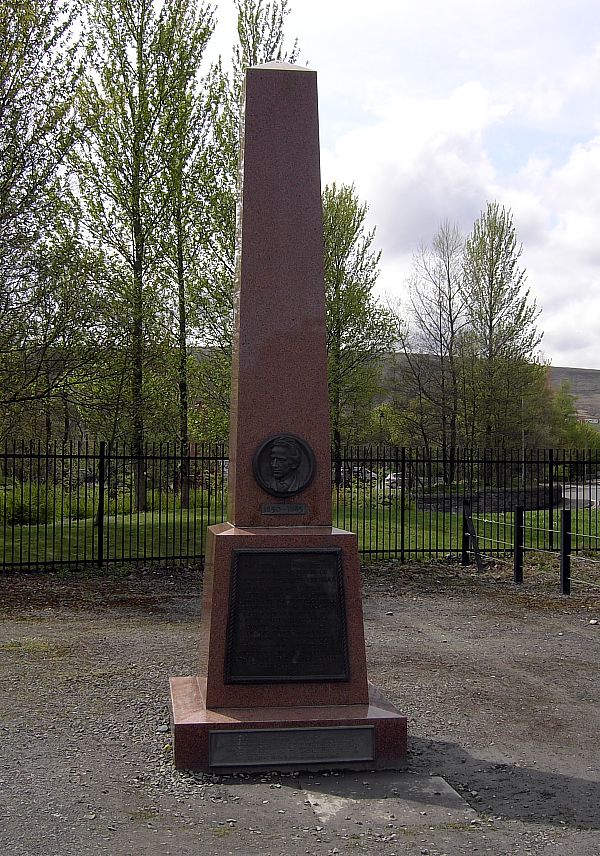
Obelico conmemorativo

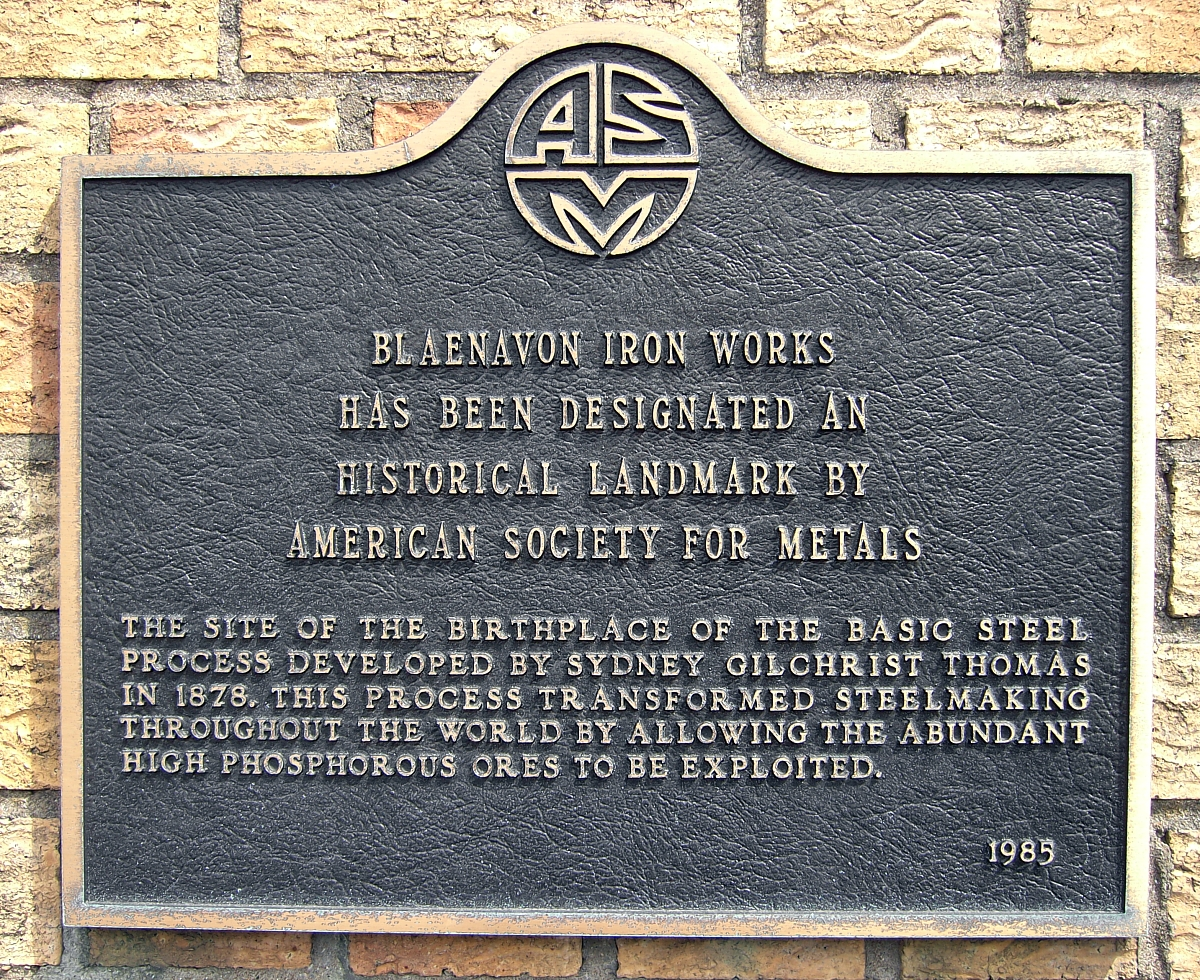
Placa conmemorativa

Thomas nació en Canonbury, Londres y se educó en el Dulwich College. Su padre, nacido en Gales, estaba en el servicio civil, y su madre era hija del reverendo James Gilchrist. La muerte de su padre dejó a su familia con unos ingresos considerablemente reducidos, por lo que abandonó su idea original de ser médico y consiguió un nombramiento como secretario judicial de policía, cargo que ocupó hasta mayo de 1879.
Durante estos doce años, además del trabajo en el tribunal de policía, que lo puso en contacto íntimo con los problemas sociales, encontró tiempo para estudiar química y asistió a conferencias en el Instituto Birkbeck (que luego se convirtió en Birkbeck College). George Chaloner, el profesor de química del Instituto, comentó una noche que "el hombre capaz de eliminar el fósforo del hierro producido con el convertidor Bessemer se hará rico". Esto llamó la atención de Thomas, y se dio a la tarea de resolver el mencionado problema de eliminar el fósforo del hierro producido por los convertidores Bessemer. A finales de 1875 estaba convencido de que había descubierto un método. Comunicó su teoría a su primo, Percy Gilchrist, que era químico en la antigua Acería de Blaenavon en Gales, y se realizaron experimentos que resultaron satisfactorios. Edward Martin, gerente de la acería, dio facilidades para realizar los experimentos a mayor escala y se comprometió a ayudar a registrar una patente. En marzo de 1878 se hizo el primer anuncio público del descubrimiento en la reunión del Instituto del Hierro y el Acero y se obtuvo una patente en mayo, pero sin llamar mucho la atención. En septiembre, Thomas y Gilchrist escribieron un artículo sobre la "Eliminación de fósforo en el convertidor Bessemer" para la reunión de otoño de este instituto, pero no se leyó hasta mayo de 1879. Sin embargo, Thomas conoció a Edward Windsor Richards, el gerente de Bolckow Vaughan & Co's de Cleveland, Yorkshire, a quien interesó en el proceso, y desde ese momento se aseguró el éxito de la invención y se sacaron patentes nacionales y extranjeras.
El proceso básico o alcalino inventado por Thomas, fue especialmente valioso en el continente europeo, donde la proporción de hierro fosfórico es mucho mayor que en Inglaterra, y tanto en Bélgica como en Alemania el nombre del inventor se hizo más conocido que en su propio país. En los Estados Unidos, aunque predominaba en gran medida el hierro no fosfórico, la invención despertó un gran interés. El proceso mejorado resultó en la formación de mucha más escoria en el convertidor. Thomas descubrió que esta "escoria básica" podría ser útil y rentable como fertilizante con fosfatos, conocido como harina de Thomas.
En 1883, junto con George James Snelus, que previamente había descubierto el proceso pero no había logrado desarrollarlo, recibió la Medalla de Oro Bessemer del Instituto del Hierro y del Acero por su trabajo en la desfosforación.
Thomas había estado trabajando demasiado durante años y sus pulmones se vieron afectados. Un largo viaje por mar y una residencia en Egipto resultaron inútiles para restaurar su salud y murió en París en 1885, siendo enterrado en el Cementerio de Passy.

## Proceso Thomas Gilchrist

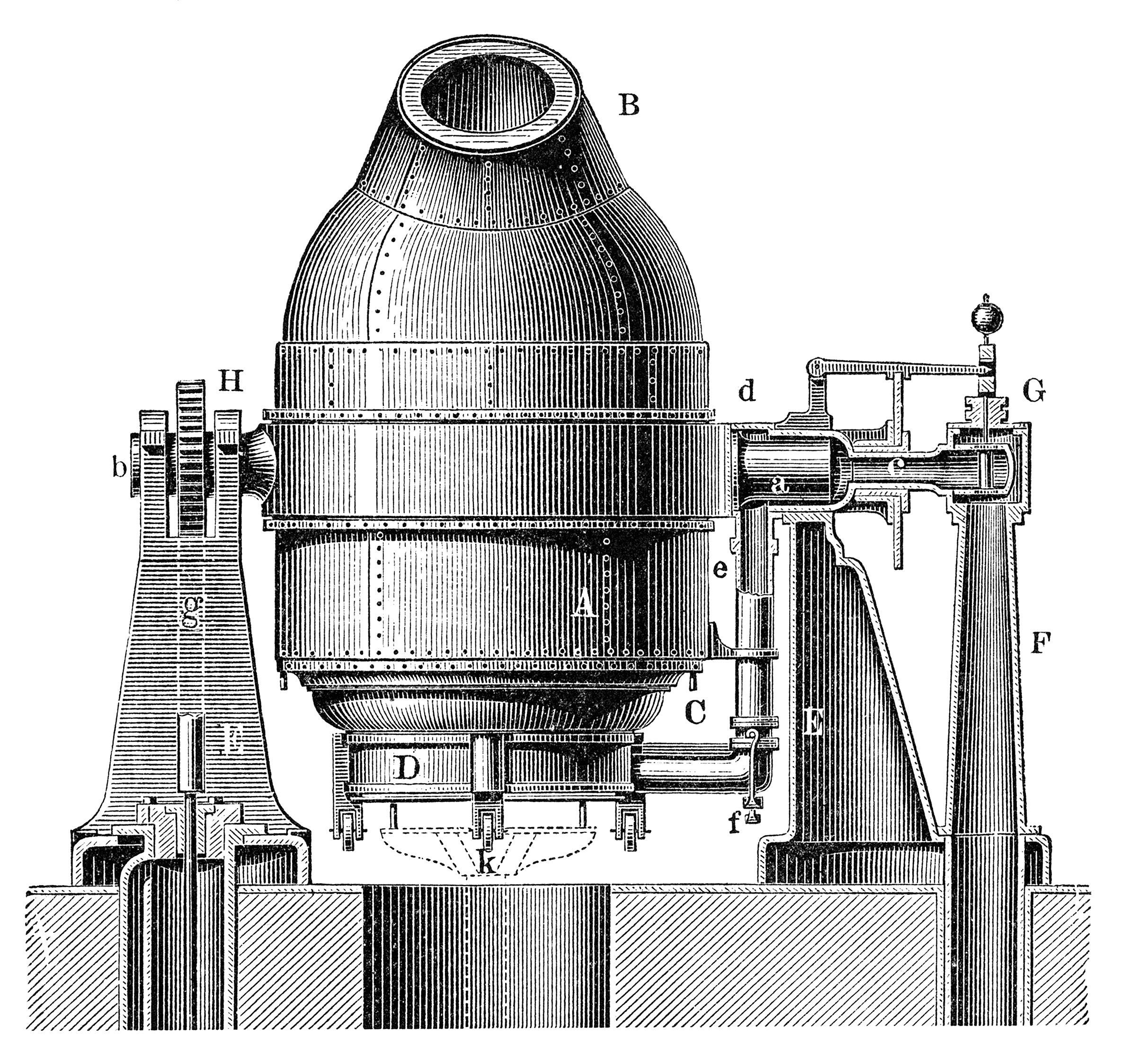
Convertidor Bessemer con su característica forma de retorta

Thomas concibe la idea de un revestimiento refractario básico basado en la dolomía, que permite el uso de cal durante la conversión de hierro fundido, algo imposible con los refractarios ácidos. Este producto fija el ácido fosfórico, que pasa a la escoria.
Con la ayuda de su primo, Percy Carlyle Gilchrist, realizó pruebas en la Acería de Blaenavon. Su director E.P. Martin, muy interesado, les concede su autorización para realizar los experimentos. En 1877, Thomas presentó una patente para proteger su invención. Las pruebas de laboratorio se confirmaron mediante una prueba en un convertidor de una tonelada y media en Middlesbrough el 4 de abril de 1879.
Muy rápidamente, los fabricantes de países cuyo subsuelo contiene minerales de hierro con fósforo buscan obtener una licencia para utilizar este proceso. Desde el 20 de abril, se concedió una licencia a la empresa luxemburguesa Metz & Cie por parte de Émile Metz y Jean Meyer, adelantándose a los industriales alemanes que también querían explotar los ricos yacimientos de mineral de hierro con fósforo de este país. Finalmente obtienen el 26 abril obtuvieron una licencia válida para Alemania y Luxemburgo, con la excepción, por supuesto, de las operaciones de Metz & Cie.
Una feliz consecuencia de su invención es la formación por enfriamiento y solidificación de escorias que contienen fósforo y cal. Rápidamente, se dieron cuenta de que este subproducto se podía utilizar en suelos ácidos en lugar de costosos fertilizantes. Diez años después de presentar su patente, en una comunicación de Sidney Thomas al Journal of Iron and Steel Institute, se señalaba que el consumo mundial de escoria de fósforo había superado los dos millones de toneladas.

## Legado
- Tenía lo que William Gladstone, en una revisión de las "Memorias" publicadas en 1891, describió como un "entusiasmo por la humanidad", y dejó su fortuna para que se usara en la promoción del trabajo de filantrópico. Una misión judicial de policía fue dotada en su memoria.

- En julio de 1960, la Newport and District Metallurgical Society junto con el Iron and Steel Institute erigió un obelisco, dedicado a su memoria, en el sur de Gales, Reino Unido. Las contribuciones financieras provinieron de muchas fuentes y reflejaron el reconocimiento de su trabajo por parte del Reino Unido y otros países. La antigua Sociedad Estadounidense para los Metales, en 1985, acuñó una placa conmemorativa en reconocimiento a la importancia histórica de la acería y en homenaje a su labor allí. El obelisco y la placa se pueden ver en la acería.